# Мединцево (Нижньогородська область)
Мединцево (рос. Медынцево) — село в Арзамаському районі Нижньогородської області Російської Федерації.
Населення становить 74 особи. Входить до складу муніципального утворення Кириловська сільрада.

## Історія
Від 2009 року входить до складу муніципального утворення Кириловська сільрада.

## Населення
| 1999 | 2002 | 2009 | 2010 |
| ---- | ---- | ---- | ---- |
| 168  | ↘131 | ↘122 | ↘74  |